# Großer Preis von Belgien 1954
Der Große Preis von Belgien 1954 (offiziell XVI Grand Prix de Belgique) fand am 20. Juni auf dem Circuit de Spa-Francorchamps in Spa-Francorchamps statt und war das dritte Rennen der Automobil-Weltmeisterschaft 1954.

## Bericht

### Hintergrund
Für alle Starter war der Große Preis von Belgien erst das zweite Rennen der Formel-1-Saison 1954, da keiner der Fahrer am zweiten Rennen der Automobil-Weltmeisterschaft 1954, dem Indianapolis 500 teilgenommen hatte. Der Schweizer Toulo de Graffenried ging bei diesem Rennen nur inoffiziell an den Start, um Aufnahmen für den Film Der Favorit (engl. Originaltitel: The Racers) zu drehen.
Nach dem 38. Indianapolis 500 führten Juan Manuel Fangio und Bill Vukovich in der Fahrerwertung mit zwei Punkten vor Giuseppe Farina und Jimmy Bryan.

### Training
Fangio belegte die Pole-Position mit einer Zeit von 4:22,1 Minuten. Er ging vor José Froilán González und Farina ins Rennen.

### Rennen
Nach dem Start ging Farina im Ferrari in Führung; Fangio war schlecht weggekommen. Nach etwa 500 Metern lautete die Reihenfolge: Gonzáles, Farina, Mike Hawthorn, Onofre Marimón, André Pilette, Maurice Trintignant, Jean Behra und Fangio. Doch am Ende der dritten Runde führte Fangio mit 2,5 Sekunden Vorsprung. In der ersten Runde waren bereits vier von 14 gestarteten Wagen ausgefallen. Am gefährlichsten hatte es Roberto Mieres getroffen. Aus dem Tank seines Wagens lief Benzin auf den Auspuff, entzündete sich, und bei etwa 130 km/h fing der Wagen in Sichtweite der Start-und-Ziel-Tribünen an zu brennen. Mieres, dessen Kleidung ebenfalls brannte, lenkte nach rechts und sprang aus dem noch fahrenden Maserati, der führerlos weiterrollte, bevor er an einer Erdböschung zum Stehen kam. Mieres zog sich verhältnismäßig leichte Verbrennungen am Rücken zu; bei dem Sprung verletzte er sich nicht.
Ab Runde vier duellierten sich Fangio und Farina, bis Farina in Runde 14 mit einem Motorschaden das Rennen aufgeben musste. Fangio führte das Rennen daraufhin an und fuhr schonend, als gegen Rennende Probleme mit der Frontaufhängung seines Wagens auftraten. Trintignant im Ferrari kam dadurch an Fangio heran, konnte ihn jedoch nicht überholen.
Fangio gewann damit den Großen Preis von Belgien 1954 vor Trintignant und Stirling Moss. Für Trintignant und Moss war es jeweils die erste Podestplatzierung. Die weiteren Punkte holten Hawthorn und González, die sich den Wagen teilten, sowie Pilette im Gordini. Moss und Pilette holten in diesem Rennen die ersten Weltmeisterschaftspunkte, für Pilette blieb es jedoch die einzige Punkteplatzierung.
Zu diesem Rennen traten lediglich Fahrzeuge der Marken Ferrari, Maserati und Gordini an.
In der Fahrerwertung führte nun Fangio vor Trintignant und Vukovich.

## Meldeliste
| Team                      | Nr. | Fahrer                | Chassis                                    | Motor           | Reifen |
| ------------------------- | --- | --------------------- | ------------------------------------------ | --------------- | ------ |
| Ecurie Francorchamps      | 02  | Jacques Swaters       | Ferrari 500/Ferrari 625F1                  | Ferrari 2.5 L4  | E      |
| Scuderia Ferrari          | 04  | Giuseppe Farina       | Ferrari 553 Squalo/Ferrari 625F1           | Ferrari 2.5 L4  | P      |
| Scuderia Ferrari          | 06  | José Froilán González | Ferrari 553 Squalo/Ferrari 555 Supersqualo | Ferrari 2.5 L4  | P      |
| Scuderia Ferrari          | 08  | Maurice Trintignant   | Ferrari 625F1                              | Ferrari 2.5 L4  | P      |
| Scuderia Ferrari          | 10  | Mike Hawthorn         | Ferrari 625F1                              | Ferrari 2.5 L4  | P      |
| Equipe Gordini            | 12  | Jean Behra            | Gordini T16                                | Gordini 2.5 L6  | E      |
| Equipe Gordini            | 16  | Paul Frère            | Gordini T16                                | Gordini 2.0 L6  | E      |
| Equipe Gordini            | 18  | André Pilette         | Gordini T16                                | Gordini 2.5 L6  | E      |
| Prinz Bira                | 20  | Prinz Bira            | Maserati 250F                              | Maserati 2.5 L6 | P      |
| Equipe Moss               | 22  | Stirling Moss         | Maserati 250F                              | Maserati 2.5 L6 | P      |
| Roberto Mieres            | 24  | Roberto Mieres        | Maserati A6GCM/Maserati 250F               | Maserati 2.5 L6 | P      |
| Officine Alfieri Maserati | 26  | Juan Manuel Fangio    | Maserati 250F                              | Maserati 2.5 L6 | P      |
| Officine Alfieri Maserati | 28  | Onofre Marimón        | Maserati 250F                              | Maserati 2.5 L6 | P      |
| Officine Alfieri Maserati | 30  | Sergio Mantovani      | Maserati 250F                              | Maserati 2.5 L6 | P      |

## Klassifikationen

### Startaufstellung
| Pos. | Fahrer                | Konstrukteur | Zeit   | Start |
| ---- | --------------------- | ------------ | ------ | ----- |
| 01   | Juan Manuel Fangio    | Maserati     | 4:22,1 | 01    |
| 02   | José Froilán González | Ferrari      | 4:23,6 | 02    |
| 03   | Giuseppe Farina       | Ferrari      | 4,26:0 | 03    |
| 04   | Onofre Marimón        | Maserati     | 4:27,6 | 04    |
| 05   | Mike Hawthorn         | Ferrari      | 4:29,4 | 05    |
| 06   | Maurice Trintignant   | Ferrari      | 4:30,0 | 06    |
| 07   | Jean Behra            | Gordini      | 4:34,5 | 07    |
| 08   | André Pilette         | Gordini      | 4:40,0 | 08    |
| 09   | Stirling Moss         | Maserati     | 4:40,8 | 09    |
| 10   | Paul Frère            | Gordini      | 4:42,0 | 10    |
| 11   | Sergio Mantovani      | Maserati     | 4:43,2 | 11    |
| 12   | Roberto Mieres        | Maserati     | 4:43,8 | 12    |
| 13   | Prinz Bira            | Maserati     | 4:46,5 | 13    |
| 14   | Jacques Swaters       | Ferrari      | 4:54,2 | 14    |

### Rennen
| Pos. | Fahrer                | Konstrukteur | Runden | Stopps | Zeit       | Start | Schnellste Runde |
| ---- | --------------------- | ------------ | ------ | ------ | ---------- | ----- | ---------------- |
| 01   | Juan Manuel Fangio    | Maserati     | 36     |        | 2:44:42,4  | 01    | 4:25,5 (13.)     |
| 02   | Maurice Trintignant   | Ferrari      | 36     |        | + 24,2     | 06    |                  |
| 03   | Stirling Moss         | Maserati     | 35     |        | + 1 Runde  | 09    |                  |
| 04   | Mike Hawthorn         | Ferrari      | 35     |        | + 1 Runde  | 05    |                  |
| 04   | José Froilán González | Ferrari      | 35     |        | + 1 Runde  | 05    |                  |
| 05   | André Pilette         | Gordini      | 35     |        | + 1 Runde  | 08    |                  |
| 06   | Prinz Bira            | Maserati     | 35     |        | + 1 Runde  | 13    |                  |
| 07   | Sergio Mantovani      | Maserati     | 34     |        | + 2 Runden | 11    |                  |
| –    | Giuseppe Farina       | Ferrari      | 14     |        | DNF        | 3     |                  |
| –    | Paul Frère            | Gordini      | 14     |        | DNF        | 10    |                  |
| –    | Jean Behra            | Gordini      | 12     |        | DNF        | 7     |                  |
| –    | Onofre Marimón        | Maserati     | 3      |        | DNF        | 4     |                  |
| –    | José Froilán González | Ferrari      | 1      |        | DNF        | 2     |                  |
| –    | Jacques Swaters       | Ferrari      | 1      |        | DNF        | 14    |                  |
| –    | Roberto Mieres        | Maserati     | 0      |        | DNF        | 12    |                  |

## WM-Stand nach dem Rennen
Die ersten fünf bekamen 8, 6, 4, 3 bzw. 2 Punkte; einen Punkt gab es für die schnellste Runde. Es zählten nur die vier besten Ergebnisse aus acht Rennen.

### Fahrerwertung
| Pos. | Fahrer                | Konstrukteur | Punkte |
| ---- | --------------------- | ------------ | ------ |
| 01   | Juan Manuel Fangio    | Maserati     | 17     |
| 02   | Maurice Trintignant   | Ferrari      | 9      |
| 03   | Bill Vukovich         | Kurtis Kraft | 8      |
| 04   | José Froilán González | Ferrari      | 6,5    |
| 05   | Giuseppe Farina       | Ferrari      | 6      |
| 06   | Jimmy Bryan           | Kuzma        | 6      |
| 07   | Jack McGrath          | Kurtis Kraft | 5      |
| 08   | Stirling Moss         | Maserati     | 4      |
| 09   | Élie Bayol            | Gordini      | 2      |
| 10   | André Pilette         | Gordini      | 2      |
| 11   | Mike Nazaruk          | Kurtis Kraft | 2      |
| 12   | Mike Hawthorn         | Ferrari      | 1,5    |
| 13   | Troy Ruttman          | Kurtis Kraft | 1,5    |
| 14   | Duane Carter          | Kurtis Kraft | 1,5    |

| Pos. | Fahrer                  | Konstrukteur | Punkte |
| ---- | ----------------------- | ------------ | ------ |
| 15   | Prinz Bira              | Maserati     | 0      |
| 16   | Harry Schell            | Maserati     | 0      |
| 17   | Sergio Mantovani        | Maserati     | 0      |
| 18   | Emmanuel de Graffenried | Maserati     | 0      |
| 19   | Umberto Maglioli        | Ferrari      | 0      |
| –    | Onofre Marimón          | Maserati     | 0      |
| –    | Roberto Mieres          | Maserati     | 0      |
| –    | Roger Loyer             | Gordini      | 0      |
| –    | Jorge Daponte           | Maserati     | 0      |
| –    | Louis Rosier            | Ferrari      | 0      |
| –    | Paul Frère              | Gordini      | 0      |
| –    | Jean Behra              | Gordini      | 0      |
| –    | Jacques Swaters         | Ferrari      | 0      |